# Aachener Turn- und Sportverein Alemannia 1900 1994-1995
Questa voce raccoglie le informazioni riguardanti l'Aachener Turn- und Sportverein Alemannia 1900 nelle competizioni ufficiali della stagione 1994-1995.

## Stagione
Nella stagione 1994-1995 l'Alemannia, allenato da Wilfried Hannes, Helmuth Graf e Gerd vom Bruch, concluse il campionato di Regionalliga ovest-Sudovest al 6º posto. In Coppa di Germania l'Alemannia fu eliminato al primo turno dall'Homburg.

## Rosa
| N. |                                 | Ruolo | Calciatore         |
| -- | ------------------------------- | ----- | ------------------ |
| 16 | Germania (bandiera)             | A     | Stephan Lämmermann |
|    | Germania (bandiera)             | P     | Karsten Härtel     |
|    | Germania (bandiera)             | D     | Ralf Albarus       |
|    | Germania (bandiera)             | D     | Withold Bolda      |
|    | Germania (bandiera)             | D     | Andreas Gielchen   |
|    | Germania (bandiera)             | D     | Frank Klemmer      |
|    | Germania (bandiera)             | D     | Ralf Köhnen        |
|    | Germania (bandiera)             | D     | Thomas Krisp       |
|    | Germania (bandiera)             | D     | Peter Stops        |
|    | Germania (bandiera)             | D     | Jens Tschiedel     |
|    | Italia (bandiera)               | C     | Pietro Callea      |
|    | Bosnia ed Erzegovina (bandiera) | C     | Muhidin Čoralić    |
|    | Germania (bandiera)             | C     | Torsten Frings     |
|    | Germania (bandiera)             | C     | Jens Haustein      |

| N. |                                 | Ruolo | Calciatore        |
| -- | ------------------------------- | ----- | ----------------- |
|    | Germania (bandiera)             | C     | Dino Hoffmann     |
|    | Germania (bandiera)             | C     | Lars Kindgen      |
|    | Germania (bandiera)             | C     | Ingo Küpper       |
|    | Germania (bandiera)             | C     | Carsten Marquardt |
|    | Germania (bandiera)             | C     | Alexander Morton  |
|    | Germania (bandiera)             | C     | Frank Schulz      |
|    | Belgio (bandiera)               | C     | Frédéric Waseige  |
|    | Germania (bandiera)             | A     | Oliver Ebersbach  |
|    | Germania (bandiera)             | A     | Marcus Feinbier   |
|    | Bosnia ed Erzegovina (bandiera) | A     | Edin Hadzic       |
|    | Germania (bandiera)             | A     | Volker Hammers    |
|    | Paesi Bassi (bandiera)          | A     | Angelo Nijskens   |
|    | Germania (bandiera)             | A     | Jan Schröers      |
|    | Bielorussia (bandiera)          | A     | Andrey Yusipets   |

## Organigramma societario
Area tecnica
- Allenatore: Gerd vom Bruch
- Allenatore in seconda:
- Preparatore dei portieri:
- Preparatori atletici:
- Analisi video:

## Calciomercato

### Sessione estiva
| Acquisti | Acquisti           | Acquisti                 | Acquisti |
| R.       | Nome               | da                       | Modalità |
| -------- | ------------------ | ------------------------ | -------- |
| C        | Pietro Callea      | Schwarz-Weiß Essen       |          |
| A        | Marcus Feinbier    | Wuppertal                |          |
| C        | Torsten Frings     | Alemannia Aquisgrana U19 |          |
| C        | Lars Kindgen       | Wuppertal                |          |
| D        | Frank Klemmer      | Fortuna Colonia          |          |
| A        | Stephan Lämmermann | SC Brück                 |          |
| C        | Frédéric Waseige   | Bellinzona               |          |
| A        | Andrey Yusipets    | ZLiN Homel'              |          |

| Cessioni | Cessioni             | Cessioni                | Cessioni |
| R.       | Nome                 | a                       | Modalità |
| -------- | -------------------- | ----------------------- | -------- |
| A        | Dariusz Dziekanowski | Colonia                 |          |
| D        | Andreas Goss         | Borussia Freialdenhoven |          |
| C        | Guido Naumann        | FSV Gevelsberg          |          |
| A        | Michael Riethmacher  | BV 04 Düsseldorf        |          |
| D        | Frank Schlutter      | SC Jülich 1910          |          |

## Risultati

### Regionalliga

#### Girone di andata
| Arbitro: | Werthmann |

|             |           |          |
| Kindgen 19’ | Marcatori | 12’ Jack |

| Arbitro: | Friedrichs |

|           |           |              |
| Ibara 32’ | Marcatori | 25’ Nijskens |

| Arbitro: | Schäfer |

|                    |           |                                           |
| Albarus 89’ (rig.) | Marcatori | 20’, 78’ Groeleken 47’, 59’, 80’ Spannuth |

| Arbitro: | Schneider |

|  |           |                      |
|  | Marcatori | 90’ (rig.) Tschiedel |

| Arbitro: | Kortholt |

|               |           |  |
| Ebersbach 42’ | Marcatori |  |

| Arbitro: | Margenberg |

|                                                 |           |  |
| Heinsdorf 54’ Muchka 67’ (rig.) Lyutiy 77’, 85’ | Marcatori |  |

| Arbitro: | Krug |

|                                  |           |                       |
| Ebersbach 62’, 71’ Marquardt 85’ | Marcatori | 77’ Schön 90’ Aerdken |

| Arbitro: | Schütz |

|                                      |           |  |
| Ritz 76’ (rig.) Vier 81’ Raschke 84’ | Marcatori |  |

| Arbitro: | Leimert |

|  |           |                                                                    |
|  | Marcatori | 6’, 63’ Nijskens 11’ Lämmermann 61’ (rig.) Tschiedel 79’ Marquardt |

| Aquisgrana 8 ottobre 1994, ore 15:00 CET 10ª giornata | Alemannia Aquisgrana | 0 – 0 referto | Hauenstein | Stadio Tivoli (2 800 spett.)\| Arbitro: \| Gatz \| |
| Arbitro:                                              | Gatz                 |               |            |                                                    |

| Arbitro: | Müller |

|            |           |                |
| Nollau 24’ | Marcatori | 21’ Lämmermann |

| Arbitro: | Haupt |

|               |           |                      |
| Marquardt 10’ | Marcatori | 62’, 79’ Studtrucker |

| Arbitro: | Casper |

|                                      |           |  |
| Adeyemi 18’, 67’ Süs 22’ Bigvava 84’ | Marcatori |  |

| Arbitro: | Domurat |

|                |           |                           |
| Lämmermann 81’ | Marcatori | 28’ Czakon 58’ Zimmermann |

| Arbitro: | Prengel |

|                |           |                                       |
| Milde 60’, 82’ | Marcatori | 11’ Nijskens 17’ Tschiedel 33’ Köhnen |

| Arbitro: | Stodiek |

|                                              |           |             |
| Yusipets 17’, 23’ Ebersbach 90’ Nijskens 90’ | Marcatori | 71’ Speiser |

| Arbitro: | Henrich |

|                         |           |                    |
| Perschke 30’ Goulet 89’ | Marcatori | 16’, 35’ Marquardt |

#### Girone di ritorno
| Arbitro: | Schäfer |

|                         |           |                |
| Schreier 45’ Helmig 48’ | Marcatori | 47’ Lämmermann |

| Arbitro: | Hülsenbeck |

|                                        |           |                              |
| Yusipets 43’ Waseige 76’ Tschiedel 89’ | Marcatori | 58’ Burnside 77’, 81’ Becher |

| Arbitro: | Weber |

|                 |           |              |
| Holick 45’, 81’ | Marcatori | 33’ Feinbier |

| Arbitro: | Clemens |

|                                 |           |            |
| Kindgen 57’ Lämmermann 59’, 89’ | Marcatori | 66’ Albers |

| Arbitro: | Eli |

|                 |           |                |
| Scharf 17’, 70’ | Marcatori | 85’ Lämmermann |

| Arbitro: | Jansen |

|                                           |           |  |
| Lämmermann 4’, 34’, 40’, 58’ Feinbier 50’ | Marcatori |  |

| Arbitro: | Müller |

|  |           |             |
|  | Marcatori | 53’ Kindgen |

| Aquisgrana 9 aprile 1995, ore 15:00 CEST 25ª giornata | Alemannia Aquisgrana | 0 – 0 referto | Verl | Stadio Tivoli (2 000 spett.)\| Arbitro: \| Haupt \| |
| Arbitro:                                              | Haupt                |               |      |                                                     |

| Arbitro: | Werthmann |

|                                                     |           |  |
| Marquardt 12’, 64’, 89’ Feinbier 42’ Lämmermann 51’ | Marcatori |  |

| Arbitro: | Kortholt |

|                        |           |                             |
| Schächter 52’ Woll 87’ | Marcatori | 33’, 38’ Kindgen 73’ Köhnen |

| Arbitro: | Gerber |

|                                |           |               |
| Marquardt 8’ Feinbier 58’, 85’ | Marcatori | 36’ Kornmaier |

| Arbitro: | Clemens |

|  |           |                                          |
|  | Marcatori | 3’ Lämmermann 10’ Feinbier 84’ Marquardt |

| Arbitro: | Friedrichs |

|  |           |         |
|  | Marcatori | 16’ Süs |

| Arbitro: | Gatz |

|                                            |           |                                               |
| Edelmann 49’ Ritter 76’ Langers 84’ (rig.) | Marcatori | 17’ Feinbier 72’ (rig.) Tschiedel 80’ Kindgen |

| Arbitro: | Müller |

|                                                      |           |                 |
| Waseige 11’ Marquardt 13’ Lämmermann 39’ Kindgen 53’ | Marcatori | 70’ Jablonowski |

| Arbitro: | Domurat |

|           |           |                             |
| Flick 89’ | Marcatori | 67’ Feinbier 86’ Lämmermann |

| Arbitro: | Werthmann |

|                                          |           |              |
| Feinbier 45’ Lämmermann 50’ Nijskens 82’ | Marcatori | 70’ P.Müller |

### Coppa di Germania
| Arbitro: | Domurat |

|  |           |                       |
|  | Marcatori | 31’ Linke 90’ Schmidt |

## Statistiche

### Statistiche di squadra
| Competizione                | Punti | In casa | In casa | In casa | In casa | In casa | In casa | In trasferta | In trasferta | In trasferta | In trasferta | In trasferta | In trasferta | Totale | Totale | Totale | Totale | Totale | Totale | DR  |
| Competizione                | Punti | G       | V       | N       | P       | Gf      | Gs      | G            | V            | N            | P            | Gf           | Gs           | G      | V      | N      | P      | Gf     | Gs     | DR  |
| --------------------------- | ----- | ------- | ------- | ------- | ------- | ------- | ------- | ------------ | ------------ | ------------ | ------------ | ------------ | ------------ | ------ | ------ | ------ | ------ | ------ | ------ | --- |
| Regionalliga ovest-Sudovest | 56    | 17      | 9       | 4       | 4       | 38      | 21      | 17           | 7            | 4            | 6            | 28           | 29           | 34     | 16     | 8      | 10     | 66     | 50     | +16 |
| Coppa di Germania           | -     | 1       | 0       | 0       | 1       | 0       | 2       | 0            | 0            | 0            | 0            | 0            | 0            | 1      | 0      | 0      | 1      | 0      | 2      | -2  |
| Totale                      | 56    | 18      | 9       | 4       | 5       | 38      | 23      | 17           | 7            | 4            | 6            | 28           | 29           | 35     | 16     | 8      | 11     | 66     | 52     | +14 |

### Andamento in campionato
| Giornata  | 1 | 2  | 3  | 4  | 5 | 6  | 7 | 8  | 9 | 10 | 11 | 12 | 13 | 14 | 15 | 16 | 17 | 18 | 19 | 20 | 21 | 22 | 23 | 24 | 25 | 26 | 27 | 28 | 29 | 30 | 31 | 32 | 33 | 34 |
| --------- | - | -- | -- | -- | - | -- | - | -- | - | -- | -- | -- | -- | -- | -- | -- | -- | -- | -- | -- | -- | -- | -- | -- | -- | -- | -- | -- | -- | -- | -- | -- | -- | -- |
| Luogo     | C | T  | C  | T  | C | T  | C | T  | T | C  | T  | C  | T  | C  | T  | C  | T  | T  | C  | T  | C  | T  | C  | T  | C  | C  | T  | C  | T  | C  | T  | C  | T  | C  |
| Risultato | N | N  | P  | V  | V | P  | V | P  | V | N  | N  | P  | P  | P  | V  | V  | N  | P  | N  | P  | V  | P  | V  | V  | N  | V  | V  | V  | V  | P  | N  | V  | V  | V  |
| Posizione | 6 | 10 | 16 | 13 | 9 | 12 | 9 | 12 | 7 | 7  | 8  | 13 | 14 | 14 | 12 | 10 | 10 | 12 | 12 | 12 | 11 | 12 | 11 | 9  | 10 | 9  | 9  | 8  | 6  | 8  | 8  | 7  | 6  | 6  |

Legenda:

Luogo: C = Casa; T = Trasferta. Risultato: V = Vittoria; N = Pareggio; P = Sconfitta.

### Statistiche dei giocatori
| Giocatore     | Regionalliga | Regionalliga | Regionalliga | Regionalliga | Coppa di Germania | Coppa di Germania | Coppa di Germania | Coppa di Germania | Totale   | Totale | Totale      | Totale     |
| Giocatore     | Presenze     | Reti         | Ammonizioni  | Espulsioni   | Presenze          | Reti              | Ammonizioni       | Espulsioni        | Presenze | Reti   | Ammonizioni | Espulsioni |
| ------------- | ------------ | ------------ | ------------ | ------------ | ----------------- | ----------------- | ----------------- | ----------------- | -------- | ------ | ----------- | ---------- |
| R. Albarus    | 17           | 1            | 5            | 1            | 1                 | 0                 | 0                 | 0                 | 18       | 1      | 5           | 1          |
| W. Bolda      | 1            | 0            | 0            | 0            | 0                 | 0                 | 0                 | 0                 | 1        | 0      | 0           | 0          |
| P. Callea     | 8            | 0            | 1            | 1            | 1                 | 0                 | 0                 | 0                 | 9        | 0      | 1           | 1          |
| O. Ebersbach  | 22           | 4            | 0            | 0            | 0                 | 0                 | 0                 | 0                 | 22       | 4      | 0           | 0          |
| M. Feinbier   | 16           | 9            | 4            | 0            | 0                 | 0                 | 0                 | 0                 | 16       | 9      | 4           | 0          |
| T. Frings     | 7            | 0            | 1            | 0            | 0                 | 0                 | 0                 | 0                 | 7        | 0      | 1           | 0          |
| A. Gielchen   | 21           | 0            | 9            | 2            | 1                 | 0                 | 0                 | 0                 | 22       | 0      | 9           | 2          |
| E. Hadzic     | 6            | 0            | 0            | 0            | 0                 | 0                 | 0                 | 0                 | 6        | 0      | 0           | 0          |
| V. Hammers    | 4            | 0            | 0            | 0            | 1                 | 0                 | 0                 | 0                 | 5        | 0      | 0           | 0          |
| J. Haustein   | 5            | 0            | 1            | 0            | 0                 | 0                 | 0                 | 0                 | 5        | 0      | 1           | 0          |
| D. Hoffmann   | 1            | 0            | 0            | 0            | 0                 | 0                 | 0                 | 0                 | 1        | 0      | 0           | 0          |
| K. Härtel     | 34           | 0            | 2            | 0            | 1                 | 0                 | 0                 | 0                 | 35       | 0      | 2           | 0          |
| L. Kindgen    | 22           | 7            | 2            | 0            | 1                 | 0                 | 0                 | 0                 | 23       | 7      | 2           | 0          |
| F. Klemmer    | 20           | 0            | 2            | 0            | 1                 | 0                 | 1                 | 0                 | 21       | 0      | 3           | 0          |
| T. Krisp      | 32           | 0            | 6            | 2            | 0                 | 0                 | 0                 | 0                 | 32       | 0      | 6           | 2          |
| R. Köhnen     | 34           | 2            | 4            | 0            | 1                 | 0                 | 0                 | 0                 | 35       | 2      | 4           | 0          |
| I. Küpper     | 0            | 0            | 0            | 0            | 0                 | 0                 | 0                 | 0                 | 0        | 0      | 0           | 0          |
| S. Lämmermann | 29           | 16           | 1            | 0            | 1                 | 0                 | 0                 | 0                 | 30       | 16     | 1           | 0          |
| C. Marquardt  | 31           | 11           | 6            | 0            | 0                 | 0                 | 0                 | 0                 | 31       | 11     | 6           | 0          |
| A. Morton     | 0            | 0            | 0            | 0            | 0                 | 0                 | 0                 | 0                 | 0        | 0      | 0           | 0          |
| A. Nijskens   | 15           | 6            | 2            | 0            | 1                 | 0                 | 0                 | 0                 | 16       | 6      | 2           | 0          |
| J. Schröers   | 27           | 0            | 5            | 0            | 1                 | 0                 | 1                 | 0                 | 28       | 0      | 6           | 0          |
| F. Schulz     | 12           | 0            | 0            | 0            | 1                 | 0                 | 1                 | 0                 | 13       | 0      | 1           | 0          |
| P. Stops      | 15           | 0            | 4            | 0            | 0                 | 0                 | 0                 | 0                 | 15       | 0      | 4           | 0          |
| J. Tschiedel  | 25           | 5            | 8            | 0            | 1                 | 0                 | 1                 | 0                 | 26       | 5      | 9           | 0          |
| F. Waseige    | 17           | 2            | 7            | 1            | 0                 | 0                 | 0                 | 0                 | 17       | 2      | 7           | 1          |
| A. Yusipets   | 17           | 3            | 2            | 0            | 0                 | 0                 | 0                 | 0                 | 17       | 3      | 2           | 0          |
| M. Čoralić    | 3            | 0            | 1            | 0            | 0                 | 0                 | 0                 | 0                 | 3        | 0      | 1           | 0          |